# Повіт Інабе
Пові́т Інабе́ (яп. 員弁郡, いなべぐん, МФА: [inabe guɴ]) — повіт у префектурі Міє, Японія.